# Bến xe Miền Đông

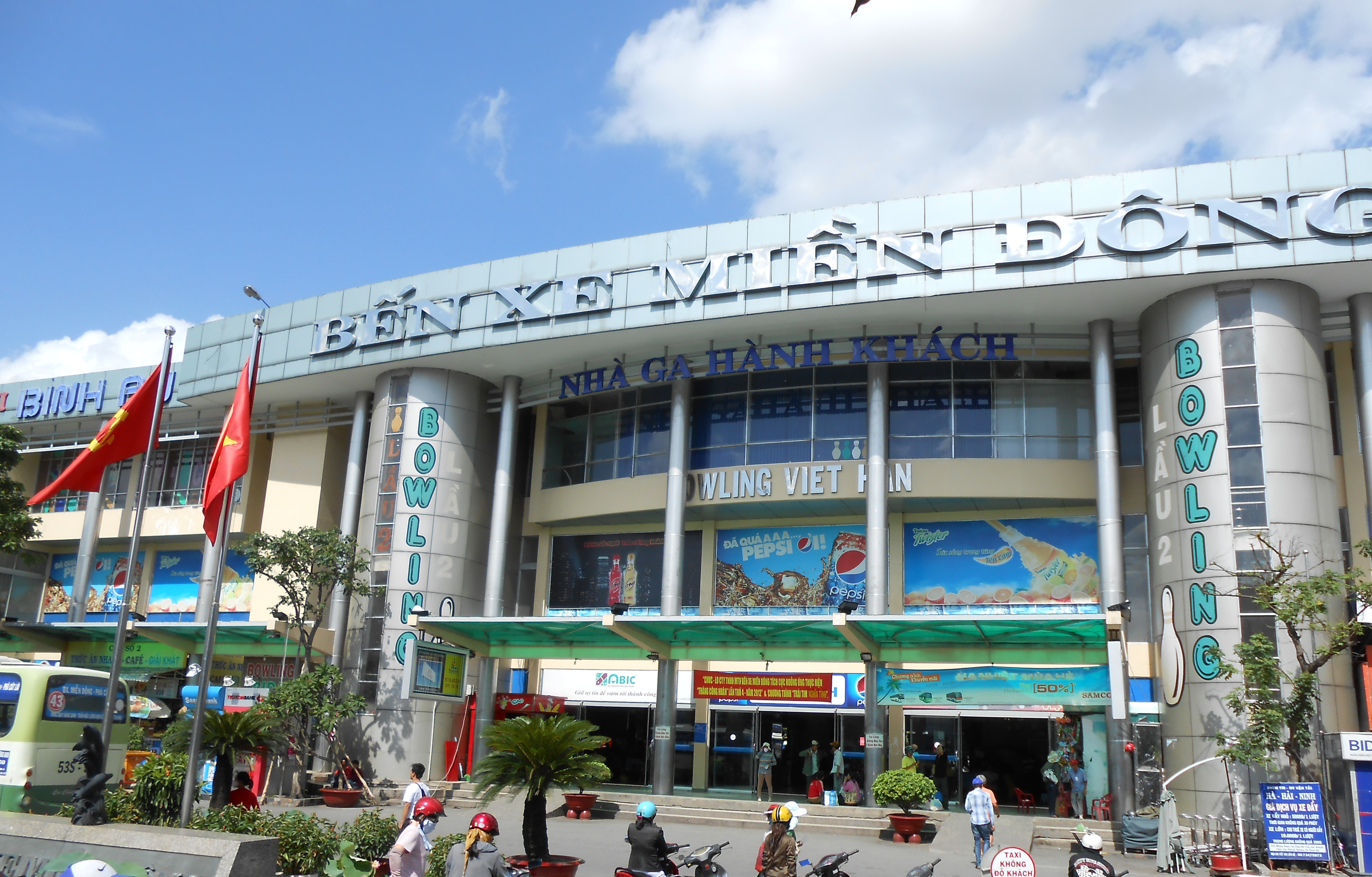
nhà ga bến xe miền Đông

Bến xe Miền Đông là bến xe khách lớn nhất Thành phố Hồ Chí Minh về lượng khách vận chuyển mỗi năm và về lưu lượng xe mỗi ngày. Bến xe này là đầu mối cho tất cả các chuyến xe khách đi và đến Thành phố Hồ Chí Minh từ các tỉnh miền Bắc, miền Trung, Tây Nguyên và cả một số tuyến từ các tỉnh miền Đông Nam Bộ.
Bến xe Miền Đông cũ tọa lạc tại 292 Đinh Bộ Lĩnh, phường 26, quận Bình Thạnh, Thành phố Hồ Chí Minh. Bến xe Miền Đông mới (bến xe Suối Tiên) tọa lạc trên Xa lộ Hà Nội, giáp ranh giữa phường Long Bình, thành phố Thủ Đức, Thành phố Hồ Chí Minh và các phường Đông Hòa, Bình Thắng, thành phố Dĩ An, tỉnh Bình Dương.
Đây là một trong hai bến xe khách chính của thành phố này, bến kia là Bến xe Miền Tây phục vụ cho xe khách các tuyến đi các tỉnh Đồng bằng sông Cửu Long.

## Lịch sử
Xa cảng Miền Đông tồn tại từ trước năm 1975, đặt tại 286 Lê Hồng Phong, phường 1, quận 10. Ngày 11 tháng 12 năm 1976, bến xe được đặt tên mới là Xa cảng Miền Đông Nam Bộ. Năm 1978, Bến xe khách Miền Đông thuộc công ty Xe khách liên tỉnh Miền Đông.
Năm 1981, chính quyền thành phố Hồ Chí Minh quyết định chuyển bến xe đến phường 26, quận Bình Thạnh. Từ năm 1985, bến xe được xây dựng tại khu vực bao quanh bởi quốc lộ 13, đường Nguyễn Xí và đường Đinh Bộ Lĩnh, với diện tích 67.857 m².
Năm 1993, bến xe trở thành đơn vị độc lập thuộc Sở giao thông vận tải Thành phố Hồ Chí Minh. Năm 1996, bến xe tiếp nhận một số luồng tuyến từ bến xe Văn Thánh.
Từ năm 2004, bến xe thuộc Tổng công ty cơ khí giao thông vận tải Sài Gòn (SAMCO), với tên gọi công ty trách nhiệm hữu hạn một thành viên Bến xe Miền Đông vào năm 2005.
Vào năm 2020, bến xe đã di dời đến khu vực Suối Tiên, ở xa lộ Hà Nội, trong đó một phần thuộc địa bàn các phường Đông Hòa, Bình Thắng, thành phố Dĩ An, tỉnh Bình Dương và một phần ở phường Long Bình, thành phố Thủ Đức. Diện tích bến xe mới là trên 16 ha với mức đầu tư 4000 tỷ đồng.
Vào ngày 10/10/2020 thì bến xe miền Đông mới đã chính thức đi vào hoạt động. Đây là giai đoạn 1 của dự án (được đầu tư khoảng 740 tỷ đồng) do Tổng công ty cơ khí Giao thông vận tải Sài Gòn làm chủ đầu tư, theo đó tất cả các tuyến cố định 24 tuyến xe đi 16 tỉnh (từ Quảng Trị ra Bắc) sẽ chuyển sang bến xe miền Đông mới.